# The Traitors (série estadunidense)
The Traitors, também conhecido como The Traitors US, é um reality show estadunidense baseado no programa holandês De Verraders, que deu origem à franquia The Traitors. É apresentado pelo ator escocês Alan Cumming. A primeira temporada foi lançada no Peacock em 12 de janeiro de 2023. Em fevereiro de 2023, a série foi renovada para uma segunda temporada, e os três primeiros episódios foram lançados em 12 de janeiro de 2024. Em fevereiro de 2024, o show foi renovado para uma terceira temporada. Em agosto de 2024, o show foi renovado por duas temporadas adicionais, levando-o até a 5ª temporada.
Seguindo a premissa de outras versões de De Verraders, o show apresenta um grupo de competidores participando de um jogo semelhante ao jogo de festa Mafia – no qual um pequeno grupo de competidores se tornam traidores e devem trabalhar juntos para eliminar os outros competidores para ganhar o grande prêmio. Os competidores restantes são leais e têm a tarefa de descobrir e banir os traidores votando neles para ganhar o grande prêmio.
O programa estadunidense está intimamente relacionado ao seu homólogo britânico, com ambos sendo produzidos pelo Studio Lambert para a BBC e Peacock. Eles compartilham o mesmo local, adereços e missões, com a principal diferença sendo os apresentadores.

## Formato

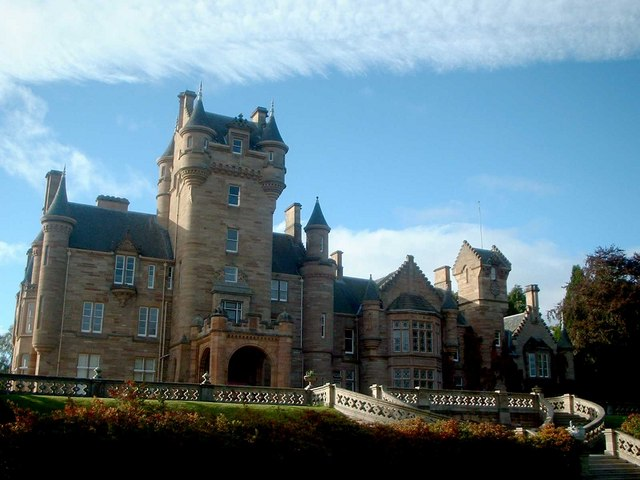
A série foi filmada no Castelo de Ardross.

Um grupo de competidores chega a um castelo nas Terras Altas da Escócia com a esperança de ganhar um grande prêmio em dinheiro que é construído por meio de missões. Na primeira temporada, havia 20 competidores, enquanto na segunda temporada, havia 22 competidores. Os jogadores são chamados de leais, mas entre eles estão os traidores - um grupo de competidores selecionados pelo anfitrião, cujo objetivo é eliminar os Fiéis e reivindicar o prêmio para si mesmos. Se os competidores leais eliminarem todos os traidores, eles dividirão o prêmio; no entanto, se algum traidor chegar ao final, eles roubam o dinheiro.
Na maioria das noites, os traidores se reúnem e decidem sobre um competidor leal para "assassinar", e essa pessoa sai do jogo imediatamente. Os competidores leais restantes não sabem quem foi eliminado até o dia seguinte, quando essa pessoa não entra no castelo para o café da manhã. O primeiro assassinato ocorre antes do primeiro banimento. Depois disso, os assassinatos geralmente ocorrem após os banimentos. O grupo então participa de uma missão para adicionar dinheiro ao fundo de prêmios. Alguns desafios também oferecem uma oportunidade para os jogadores visitarem o arsenal, onde um jogador recebe secretamente o escudo que dá ao jogador imunidade de ser assassinado, mas não do voto de banimento. Uma tentativa de assassinato no portador do escudo resultará na eliminação de nenhum jogador.
No final de cada dia, os jogadores participam da mesa redonda, onde discutem em quem votar antes de votar individualmente para banir um jogador. Os jogadores votam privadamente e depois revelam seus votos para todos. Eles podem dar uma breve justificativa para seu voto. A pessoa que recebeu mais votos é eliminada e revela sua afiliação. Quando um traidor é eliminado, os traidores restantes têm a oportunidade de recrutar outro jogador.
Uma vez que o jogo tenha alcançado os quatro finalistas, os jogadores restantes participam do desafio final. Os jogadores têm a opção de banir novamente ou finalizar jogo. Um voto unânime de finalizar jogo conclui a competição, enquanto um único voto para banir novamente resulta em outro voto de banimento, seguido por outra escolha entre banir novamente ou finalizar jogo. Quando o jogo termina, se todos os jogadores restantes forem leais, o prêmio em dinheiro é dividido igualmente entre eles. No entanto, se algum traidor permanecer, ele ganha o pote inteiro.

## Episódios

### Visão geral
| Temporada | Temporada | Concorrentes | Episódios | Episódios | Originalmente exibido | Originalmente exibido   |
| Temporada | Temporada | Concorrentes | Episódios | Episódios | Estreia da temporada  | Final da temporada      |
| --------- | --------- | ------------ | --------- | --------- | --------------------- | ----------------------- |
|           | 1         | 20           | 11        | 11        | 12 de janeiro de 2023 | 28 de fevereiro de 2023 |
|           | 2         | 22           | 12        | 12        | 12 de janeiro de 2024 | 7 de março de 2024      |
|           | 3         | 21           | TBA       | TBA       | 2025                  | TBA                     |

## Transmissões internacionais
No Reino Unido, a série foi adquirida pela BBC como um complemento à sua versão britânica, com episódios lançados no BBC iPlayer no dia seguinte ao lançamento americano, 13 de janeiro de 2023, e exibições de televisão linear para BBC Three e BBC One.
Na Austrália, a série foi disponibilizada para transmissão no 10 Play em março de 2023, como um complemento à versão australiana transmitida pela Network 10. No Canadá, o show está disponível para transmissão no Crave. A versão canadense da série começou em 2 de outubro de 2023 na CTV.

## Prêmios e indicações
| Ano  | Associação                              | Categoria                               | Indicação | Resultado | Ref.   |
| ---- | --------------------------------------- | --------------------------------------- | --- | --------- | ------ |
| 2023 | Critics' Choice Real TV Awards          | Melhor série de competição              | The Traitors | Indicado  | [ 15 ] |
| 2023 | Hollywood Critics Association TV Awards | Melhor série de competição de streaming | The Traitors | Indicado  | [ 16 ] |
| 2023 | MTV Movie & TV Awards                   | Melhor série de competição              | The Traitors | Indicado  | [ 17 ] |
| 2023 | TCA Awards                              | Melhor reality                          | The Traitors | Indicado  | [ 18 ] |
| 2024 | TCA Awards                              | Melhor reality                          | The Traitors | Venceu    | [ 19 ] |
| 2023 | Primetime Emmy Awards                   | Melhor elenco em reality                | Erin Tomasello, Jazzy Collins, Moira Paris e Holly Osifat | Venceu    | [ 20 ] |
| 2024 | Primetime Emmy Awards                   | Melhor cinematografia de reality        | Siggi Rosen-Rawlings e Matt Wright (por "The Funeral") | Indicado  | [ 21 ] |
| 2024 | Primetime Emmy Awards                   | Melhor direção de reality               | Ben Archard (por "Betrayers, Fakes and Fraudsters") | Indicado  | [ 21 ] |
| 2024 | Primetime Emmy Awards                   | Melhor apresentador de reality          | Alan Cumming | Venceu    | [ 21 ] |
| 2024 | Primetime Emmy Awards                   | Melhor reality show de competição       | Mike Cotton, Toni Ireland, Sam Rees-Jones, Stephen Lambert, Jack Burgess e Tim Harcourt, Ben Cook, Joe Evans, Laura Gallen, Chris Mannion, Emma Carroll e Deena Katz, Zoe Duerden e Alan Cumming | Venceu    | [ 21 ] |